# Caucaia Esporte Clube
El Caucaia Esporte Clube es un equipo de fútbol de Brasil que juega en el Campeonato Brasileño de Serie D, la cuarta división nacional; y en el Campeonato Cearense, la primera división del estado de Ceará.

## Historia
Fue fundado el 25 de noviembre de 2001 en el municipio de Caucaia del estado de Ceará por un grupo de deportistas locales, pero fue hasta 2019 que el equipo comenzó a ver resultados. En ese año gana la Copa Fares Lopes venciendo en la final al Atlético Cearense. Ese mismo año logra el ascenso al campeonato Cearense por primera vez como campeón de la segunda división estatal.
Al año siguiente participa por primera vez en la Copa de Brasil en la que es eliminado en la primera ronda por el Esporte Clube Sao José del estado de Río Grande del Sur.
En 2021 el club estuvo pasando por problemas financieros y por medio de Twitter hicieron un movimiento llamado #SOSCaucaia con el objetivo de recaudar fondos para salvar al equipo, lo que al final funcionó ya que por primera vez pudieron jugar en el campeonato Brasileño de Serie D en donde finalizaron en la posición 57.

## Palmarés
- Campeonato Cearense de Serie B: 1

2019
- Campeonato Cearense de Serie C: 1

2009
- Copa Fares Lopes: 1

2019
- Copa Waldemar Caracas: 1

2019

## Fútbol Femenil
El club cuenta también con una sección de fútbol femenil, equipo que ha tenido mejores resultados ya que ha llegado a jugar en el Campeonato Brasileño de Fútbol Femenino y ha participado en varias ocasiones en la Copa de Brasil de Fútbol Femenino, además de ganar en varias ocasiones el campeonato estatal.